# Little Bay (Sveti Martin)
Little Bay je obalno jezero u državi Sint Maarten na otoku Saint Martin u nizozemskim Karibima, površine 8 ha. Ima nizak salinitet (4-8 dijelova na tisuću) i nalazi se u blizini glavnog grada, Philipsburga.

## Važno područje za ptice
BirdLife International ga je označio kao važno ornitološko područje jer podržava ugrožene ili ograničene vrste ptica. Ptice za koje je IBA određen uključuju Eulampis holosericeus, Orthorhyncus cristatus, Elaenia martinica, Margarops fuscatus i Loxigilla noctis. Šarokljunih gnjurci zabilježeni su kako se gnijezde na tom mjestu, kao i Gallinula chloropus, Fulica americana, Anas bahamensis i Oxyura jamaicensis.